# El Novillero
El Novillero es una localidad del municipio de Tecuala, Nayarit; México.
Está localizado geográficamente en los 21º49'24" N y los 105º15'21" W; su altitud es de 20 m s. n. m. El censo de 2000, registró una población de 222 habitantes. Es un anexo del Ejido de Tecuala. Es gran productor de tabaco, sorgo y frijol negro jamapa. Se ubica a solo 7 km de la cabecera municipal Tecuala. Su Fiesta Patronal es el (11 de febrero) día de Nuestra Sra.de Lourdes.
- Datos: Q5822642